# 분광화학
분광화학(Spectrochemistry)란 분광학을 화학에 적용한 것이다. 이를 통해 원자나 분자의 에너지 준위 등에 대한 정보를 얻을 수 있으며 물리화학 및 분석화학에도 속한다. 광화학과는 직접적인 관련은 없다.